# Dance Club
Dance Club – program Cartoon Network emitowany w Polsce od 24 kwietnia 2010. Program łączy w sobie elementy animacji i rzeczywistości. Obok pełnych energii Marii Foryś i Rafała Kamieńskiego występują w nim postacie znane z programów stacji m.in. Ben 10, Chowder, Bloo i Atomówki. W programie jeden z prowadzących uczy dzieci specjalnie przygotowanych układów tanecznych. Dzieci potrzebujące pomocy Dance Club dzwonią do Rafała i animowanych postaci prosząc o pomoc, a wtedy prowadzący przyjeżdżają do potrzebujących i uczą ich układów.

## Postacie występujące w programie
W programie występują postacie z seriali Cartoon Network:
- Atomówki:
  - Bajka – DJ programu.
  - Bójka – DJ programu.
  - Brawurka – DJ programu.
  - Mojo Jojo – pojawił się w jednym z odcinków programu.
- Ben 10: Obca potęga:
  - Gwen – odpowiada za łączenie się z ludźmi, którzy proszą ich o pomoc.
  - Ben – podczas jazdy siedzi obok Mari (która prowadzi ich van) i prowadzi z nią dialogi.
- Chowder:
  - Chowder
  - Sznycel
  - Paninka
- Mój partner z sali gimnastycznej jest małpą:
  - Jake Czepiak
  - Adam Leww
  - Kark Szarkowski
- Dom dla zmyślonych przyjaciół pani Foster:
  - Bloo
  - Maks
  - Chudy
  - Eduardo
- Harcerz Lazlo
  - Lazlo
  - Raj
  - Drużynowy Algonkin Celartin Lumpus
- Tajemniczy Sobotowie:
  - Zak Sobota – wybiera choreografie do każdego odcinka.

## Ekipa
Prowadzący:
- Rafał Kamieński – zdobywca 2 miejsca w 1 edycji You Can Dance - Po prostu tańcz.
- Maria Foryś – laureatka 7 miejsca w pierwszej edycji You Can Dance - Po prostu tańcz. Prowadzi van ekipy programu.

Głosy animowanych postaci:
- Joanna Pach – Gwen
- Beata Jankowska – Bójka
- Edyta Jungowska – Brawurka
- Jolanta Wilk – Bajka
- Zbigniew Konopka – Sznycel